# Giuseppe Vitali
Giuseppe Vitali (Ravena, 26 de agosto de 1875 – Bolonha, 29 de fevereiro de 1932) foi um matemático italiano, especialista em análise matemática. Diversas entidades matemáticas levam seu nome, mais notavelmente o conjunto de Vitali, com o qual foi o primeiro a fornecer um exemplo de um conjunto não mensurável de números reais.
Foi palestrante convidado do Congresso Internacional de Matemáticos em Bolonha em setembro de 1928, com a lecture Rapporti inattesi su alcuni rami della matematica.